# Andromakhe
Andromakhe es un género de peces de agua dulce de la familia de los carácidos, en el orden Characiformes. Sus 5 especies habitan en aguas templado-cálidas y cálidas de Sudamérica y son denominadas comúnmente tetras, mojarras, lambaríes, etc.

## Taxonomía
Descripción original
Este género fue descrito originalmente en el año 2020 por los ictiólogos Guillermo Enrique Terán, Mauricio Fabián Benítez y Juan Marcos Mirande. Su especie tipo es Andromakhe latens, descrita en el año 2004, como integrante del género Astyanax, por Juan M. Mirande, Gastón Aguilera y María de las Mercedes Azpelicueta.
Etimología
Etimológicamente, el término de género femenino Andromakhe deriva de Áνδρομάχη, Andromakhe ('Batalla de hombres'), un personaje de la mitología griega donde es la esposa de Héctor, Príncipe de Troya y, en el poema épico de Homero, La Ilíada, es la madre de Ἀστυάναξ, Astyanax ('protector de la ciudad').

## Historia taxonómica y relaciones filogenéticas
Andromakhe pertenece a la tribu Gymnocharacini de la subfamilia Stethaprioninae. En el año 2020 se publicó una contribución de los ictiólogos Guillermo Enrique Terán, Mauricio Fabián Benítez y Juan Marcos Mirande, en donde dan a conocer los resultados de su investigación en la que estudiaron las relaciones filogenéticas del género Astyanax en el contexto de la familia Characidae, combinando datos morfológicos y moleculares, analizando 520 caracteres morfológicos, 9 marcadores moleculares y 608 taxones, de los cuales 98 pertenecían hasta ese momento a Astyanax. El resultado arrojó que Astyanax no es monofilético y, entre otras conclusiones, pudo identificarse un clado de monofilia estable y con gran apoyo en todos los análisis, el cual estaba respaldado por 17 sinapomorfías moleculares y que podía ser diagnosticado por poseer una única combinación de caracteres; como no había ningún nombre disponible fue erigido: Andromakhe.

## Subdivisión
Este género está integrado por 5 especies, las que antes se incluían en el género Astyanax:
- Andromakhe latens (Mirande, Aguilera & Azpelicueta, 2004)[2]
- Andromakhe paris (Azpelicueta, Almirón & Casciotta, 2002)[3]
- Andromakhe saguazu (Casciotta, Almirón & Azpelicueta, 2003)[4]
- Andromakhe stenohalina (Messner, 1962)[5]
- Andromakhe tupi (Azpelicueta, Mirande, Almirón & Casciotta, 2003)[6]